# Koidu (Sierra Leone)
Koidu (ook Sefadu) is een plaats in Sierra Leone. Het is de vijfde stad van Sierra Leone qua inwonertal. Koidu is een belangrijk centrum voor diamantwinning.
Koidu is een van de meest etnisch en religieus diverse steden van Sierra Leone. De stad wordt bewoond door aanzienlijke aantallen van vele etnische groepen in Sierra Leone, waarbij geen enkele etnische groep de meerderheid vormt. De Krio taal is verreweg de meest gesproken taal in Koidu, en is de primaire voertaal in de stad. Koidu is de geboorteplaats van Mohamed Juldeh Jalloh, Sierra Leone's First Lady Fatima Bio en voormalig Sierra Leone's vice-president Samuel Sam-Sumana; alle drie zijn ze in de stad geboren en getogen.

## Galerij

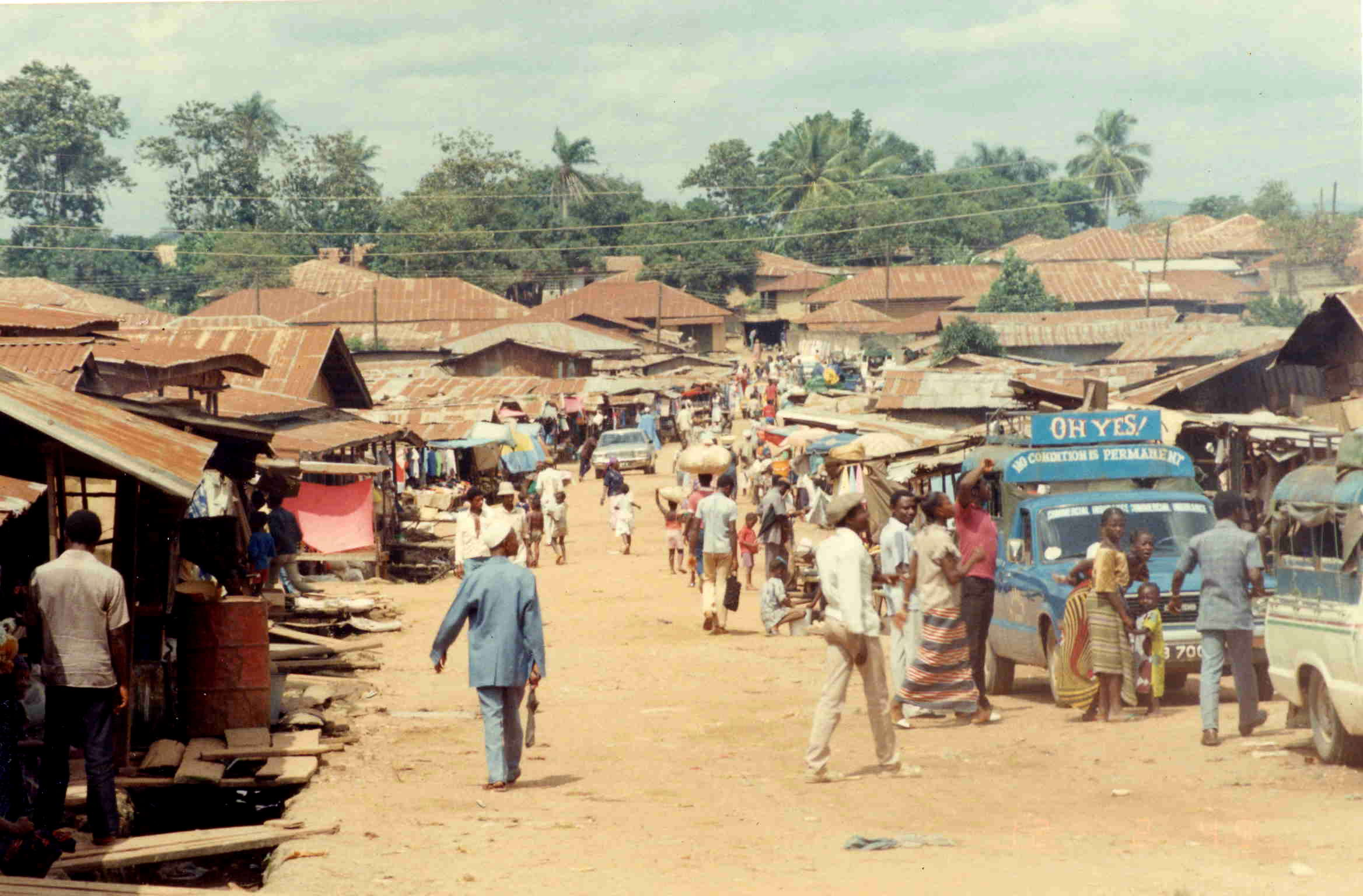
Markt in Koidu
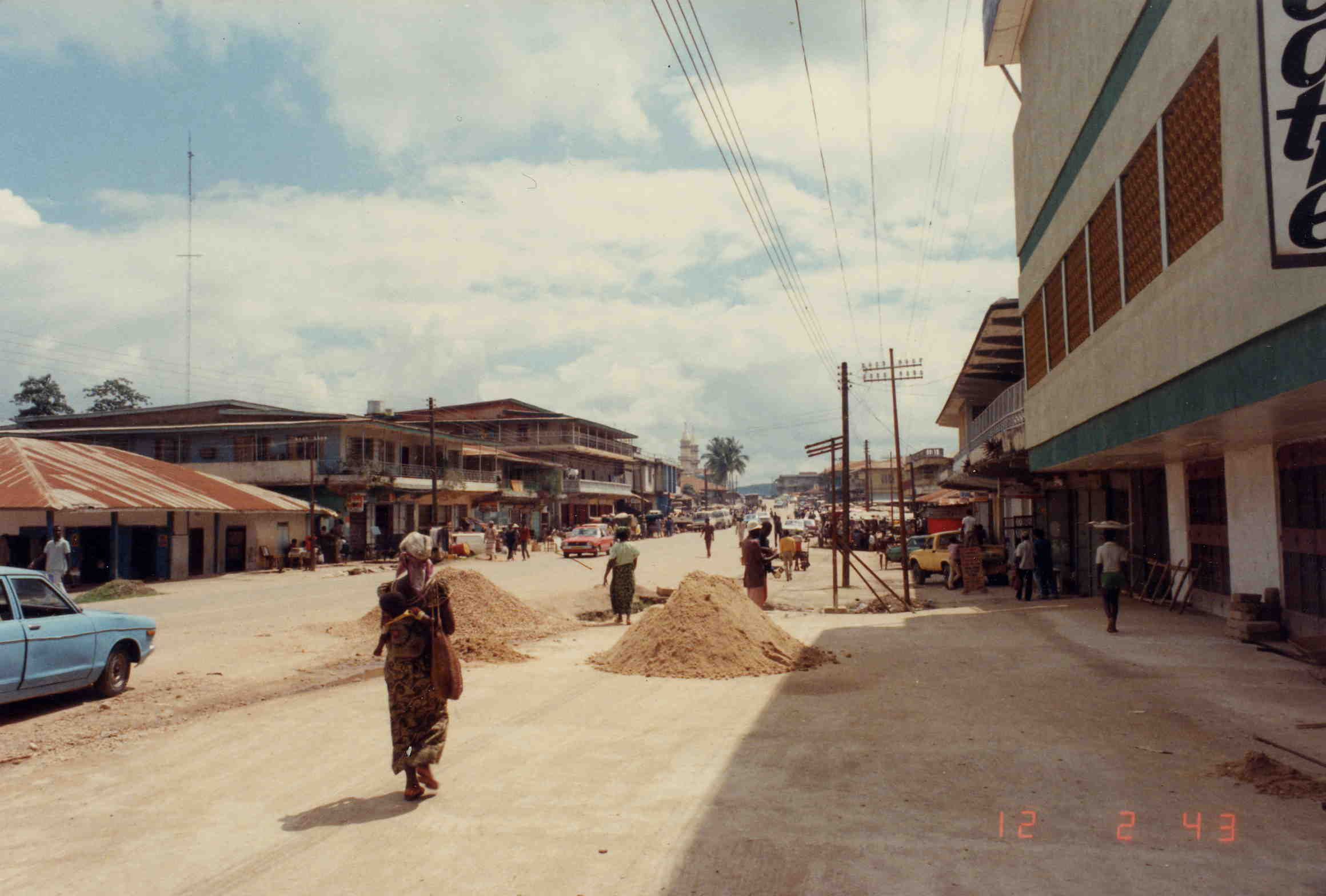
Straat in Koidu